# 博纳
博纳（法語：Bonnat，法語發音：[bɔna]）是法国克勒兹省的一个市镇，属于盖雷区。

## 地理
博纳（46°19'40"N, 1°54'17"E）面积45.79 平方千米，位于法国新阿基坦大区克勒兹省，该省份为法国中部省份，位于法國中央高原西北部，北起安德尔省和谢尔省，西接维埃纳省，南至科雷兹省，东临多姆山省，东北与阿列省接壤。
与博纳接壤的市镇（或旧市镇、城区）包括：勒布尔当、尚桑格拉尔、谢尼耶、热努亚克、茹亚、穆捷马尔卡、罗什、利纳尔-马尔瓦勒。
博纳的时区为UTC+01:00、UTC+02:00（夏令时）。

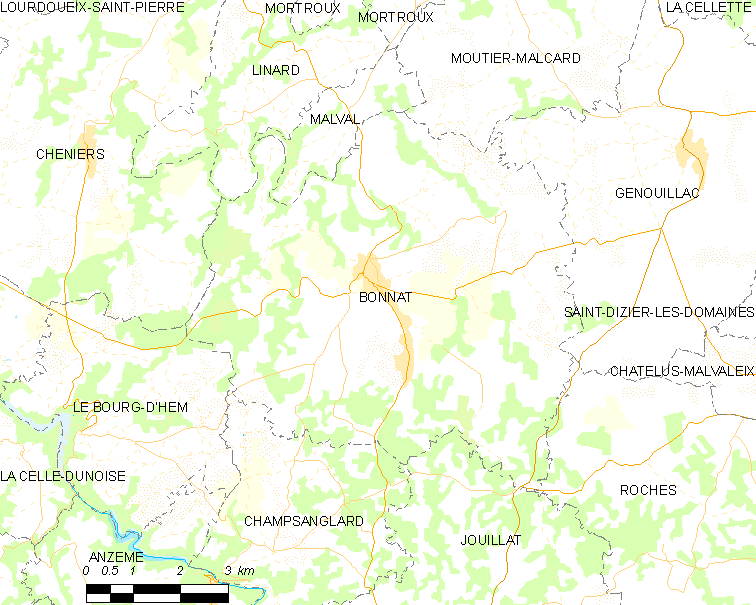
博纳的OSM定位图

## 行政
博纳的邮政编码为23220，INSEE市镇编码为23025。

## 政治
博纳所属的省级选区为博纳县。

## 人口

1962-2008年间博纳人口变化图示

博纳于2022年1月1日时的人口数量为1354人。